# David DiVincenzo
David P. DiVincenzo (* 1959 in Philadelphia) ist ein US-amerikanischer Physiker, der sich mit Quantencomputern befasst und auf diesem Gebiet einer der Pioniere ist.

## Leben und Wirken
DiVincenzo wurde 1983 an der University of Pennsylvania in Elektrotechnik promoviert. Als Post-Doktorand war er an der Cornell University. Ab 1985 war er am Thomas J. Watson Research Center von IBM, wo er Forschungsmanager wurde. 2010 erhielt er eine Alexander von Humboldt Professur und wurde 2011 Professor am Institut für theoretische Quanteninformation an der RWTH Aachen und Direktor des Peter-Grünberg-Instituts für Theoretische Nanoelektronik am Forschungszentrum Jülich.
1997 schlug DiVincenzo mit Daniel Loss (Basel) einen Quantencomputer mit dem Spin von Elektronen in Quantenpunkten (Quantum Dots) als Qubits vor (Loss-DiVincenzo-Quantencomputer). Arbeiten zu dessen experimenteller Realisierung stammen unter anderem von Leo Kouwenhoven.
1996 veröffentlichte er fünf Kriterien für einen Quantencomputer, die unter dem Namen DiVincenzo-Kriterien bekannt sind:
- Ein skalierbares physikalisches System mit wohldefinierten Qubits
- Die Möglichkeit die Qubits auf einen vorgegebenen Zustand zu initialisieren
- Eine universale Menge von Quantengattern
- lange relevante Dekohärenz-Zeiten, viel länger als die Operationszeit der Gatter
- Eine für die Qubits spezifische Messvorrichtung ihres Zustands

Außerdem gab er zwei zusätzliche Kriterien für Quantenkommunikation an:
- Die Möglichkeit, stationäre und im Kommunikationskanal befindliche Qubits ineinander zu überführen
- Die Möglichkeit, Qubits über einen Kommunikationskanal über längere Strecken zu übertragen

DiVincenzo ist Fellow der American Physical Society sowie Associate Editor der Reviews of Modern Physics und Herausgeber von The virtual journal of quantum computation. 2023 wurde er zum Mitglied der National Academy of Sciences gewählt.

## Schriften (Auswahl)
Neben den in den Fußnoten zitierten Arbeiten:
- D. P. DiVincenzo: Two-Bit Gates are Universal for Quantum Computation. In: Phys. Rev. A. Band 51, 1995, S. 1015, doi:10.1103/PhysRevA.51.1015, arxiv:cond-mat/9407022.
- D. P. DiVincenzo: Quantum computation. In: Science Band 270. 1995, S. 255.
- Charles H. Bennett und David P. DiVincenzo: Quantum information and computation. In: Nature. Band 404, 2000, S. 247–255.
- C. H. Bennett, D. P. DiVincenzo, J. A. Smolin, W. K. Wootters: Mixed-state entanglement and quantum error correction. In: Phys. Rev. A. Band 54, 1996, S. 3824, arxiv:quant-ph/9604024.
- A. Barenco, C. H. Bennett, R. Cleve, D. P. DiVincenzo, N. Margolus, Peter Shor, Tycho Sleator, John A. Smolin, Harald Weinfurter: Elementary gates for quantum computation. In: Phys. Rev. A. Band 52, 1995, S. 3457, doi:10.1103/PhysRevA.52.3457, arxiv:quant-ph/9503016.
- D. P. DiVincenzo: The physical implementation of quantum computation. In: Fort. Phys. Band 48, 2000, S. 771, arxiv:quant-ph/0002077 (wiley.com).
- D. P. DiVincenzo: Double quantum dot as a quantum bit. In: Science. Band 309, 2005, S. 2174–2174.
- Toward control of large scale quantum computing. In: Science. Band 334, 2011, S. 50–51.
- D. P. DiVincenzo: Quantum bits: better than excellent. In: Nature Materials. Band 9, 2010, S. 468–469.
- Sergey Bravyi, David P. DiVincenzo, Daniel Loss: Schrieffer-Wolff transformation for quantum many-body systems. In: Annals of Physics. Band 326, 2011, S. 2793–2826, doi:10.1016/j.aop.2011.06.004, arxiv:1105.0675.